# Microsoft Lumia 650
Microsoft Lumia 650 es un teléfono inteligente desarrollado por Microsoft, demostrado oficialmente el 15 de febrero de 2016. Es el sucesor del Microsoft Lumia 640 y está dirigido principalmente a los usuarios empresariales, con soporte para aplicaciones empresariales de Microsoft, así como características de seguridad como encriptación de dispositivos y limpieza remota. Debido a limitaciones de hardware, no es compatible oficialmente con Continuum. El teléfono tiene una variante de solo una SIM y una variante de doble SIM.

## Características
El Lumia 650 tiene una pantalla OLED de 5 pulgadas con la protección oleofóbica (resistente a huellas dactilares) y Corning Gorilla Glass 3. Es parte de la quinta generación de la gama Lumia y supone una actualización al Lumia 640 y 640 XL. Integra un procesador Quad-core Qualcomm Snapdragon 212 de 1,3 GHz, 1 GB de RAM y 16 GB de almacenamiento interno con un almacenamiento expandible de hasta 256 GB a través de tarjetas microSD. Tiene una batería de iones de litio extraíble de 2000 mAh, cámara trasera de 8 megapíxeles con flash LED y cámara frontal de gran angular de 5 megapíxeles. Está disponible en los colores blanco y negro. A diferencia de su predecesor, el Lumia 650 está fabricado con un diseño de marco de metal anodizado, lo que le da una apariencia distintiva en comparación con sus hermanos de gama alta, el Microsoft Lumia 950 y el 950 XL.
El teléfono se lanzó originalmente con Windows 10 Mobile November Update (también conocida como Versión 1511). En agosto de 2016, Microsoft lanzó Windows 10 Mobile Anniversary Update (también conocida como Versión 1607). En abril de 2017, Microsoft comenzó el despliegue de Windows 10 Mobile Creators Update (también conocida como Versión 1703).

## Recepción
El Lumia 650 fue principalmente bien recibido, con la mayoría de los reseñantes elogiando el diseño, la calidad de la exhibición y el precio bajo. Los puntos principales de la crítica negativa fueron el rendimiento y la estabilidad.
Richard Devine de Windows Central elogió el diseño de la Lumia 650, llamándolo "fácilmente el Lumia mejor visto en toda la gama". Si bien se observaron algunos problemas de rendimiento, especialmente en juegos de gran intensidad gráfica, la usabilidad general para las tareas diarias resultó ser aceptable. El reseñante también notó una serie de errores en Windows 10 Mobile, pero la mayoría de ellos fueron corregidos en una posterior actualización del sistema operativo.
Steve Litchfield, de All About Windows Phone, le dio al Lumia 650 una puntuación del 83%, considerando que es una actualización considerable del Lumia 640, pero expresando su decepción por el chipset Snapdragon 212 de gama baja. El teléfono se comparó favorablemente con el Lumia 830, y el reseñante señaló que es "el mejor teléfono de Windows que he tenido" y concluyó que es "el teléfono inteligente perfecto para distribuir en las compañías".
Rich Woods de Neowin dio a Lumia 650 una revisión muy favorable, llamándolo "un dispositivo de presupuesto que golpea bien por encima de su peso". El diseño fue descrito como "impresionante" y se dijo que la pantalla tenía "colores vibrantes y negros profundos". El revisor también elogió el rendimiento de la cámara, señalando la falta de captura de vídeo 1080p como el único inconveniente. En el rendimiento general se encontró que era excelente teniendo en cuenta el precio, con la vida de la batería inactiva siendo el punto principal.
GSMArena elogió el diseño como "magnífico" y describió el teléfono como sensación "casi antinaturalmente ligero", además de la gran legibilidad con la luz del sol en la pantalla y la precisión del color. También se señalaron múltiples problemas de rendimiento y estabilidad con Windows 10 Mobile y señaló Continuum y Windows Hello como importantes características que faltan.
Alastair Stevenson, de Trusted Reviews criticó el desempeño y calificó la cámara de "poco inspirada", pero consideró que el diseño y la pantalla eran mejores que los teléfonos inteligentes más asequibles. El revisor también señaló que "para los usuarios de negocios, el Lumia 650 marca todas las casillas correctas".
Katharine Byrne de IT Pro le dio al teléfono dos estrellas de cinco, llamándolo "Un teléfono con Windows 10 que pierde completamente el punto de Windows 10" debido a la falta de Continuum y criticando el desempeño del teléfono en puntos de referencia. Mientras que el diseño y la exhibición fueron elogiados, el veredicto general para el teléfono era de ser "bastante olvidable".
Phone Arena elogió el diseño del teléfono, la calidad de la construcción y el rendimiento de la cámara, pero señaló algunos problemas con la experiencia out-of-the-box y la cámara. En general, el teléfono se consideró "una opción sólida para un teléfono de entrada de nivel Windows 10".
Tom Warren de The Verge elogió la apariencia del teléfono de alta gama y la sensación de aluminio, así como su peso ligero. Sin embargo, encontró muchas desventajas tales como un procesador de tan poca potencia y la falta de Continuum.